# Gillet

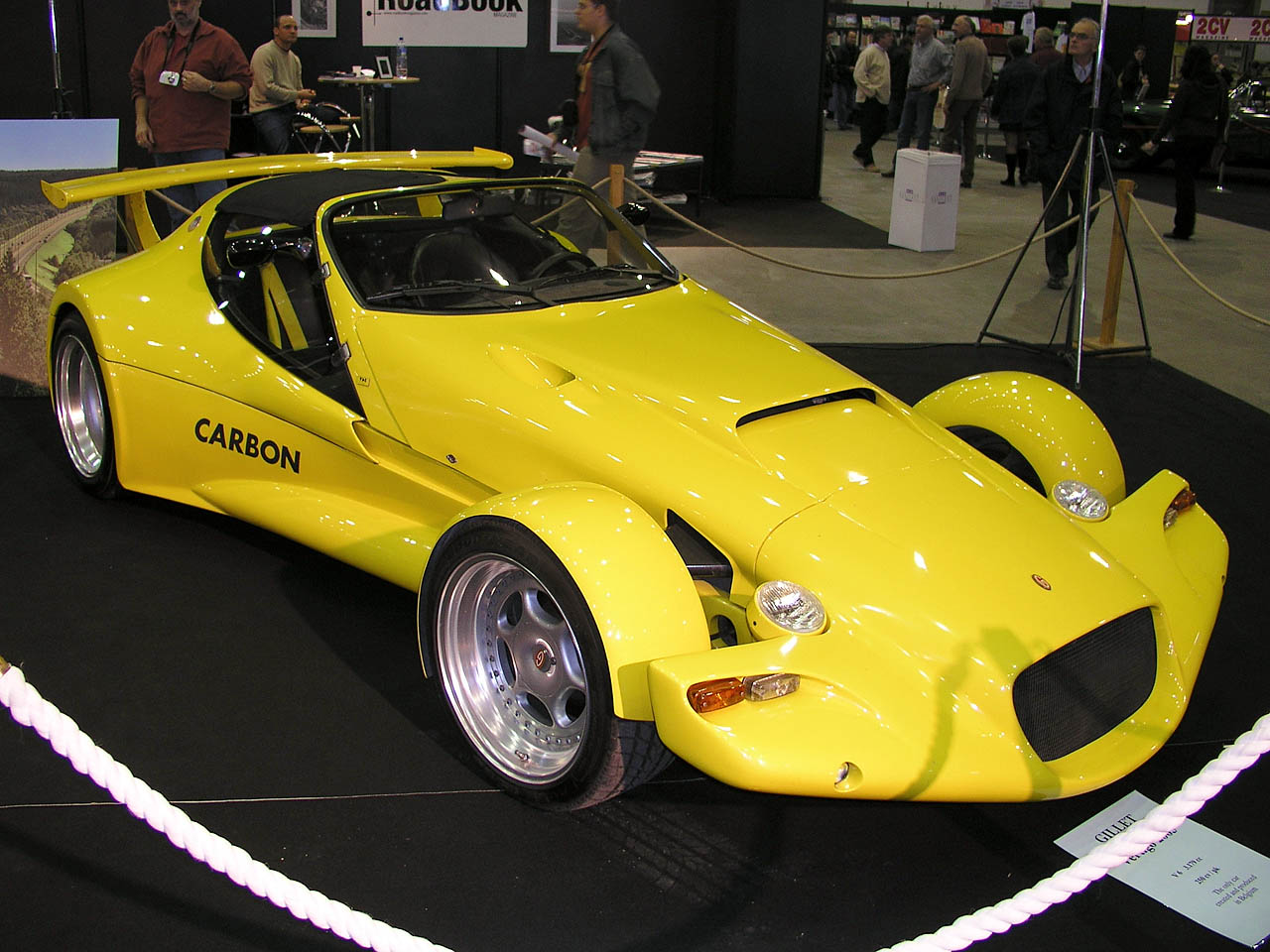
Gillet Vertigo Mk 1 uit 1994

Gillet is een Belgisch autoproducent van exotische sportwagens. Het bedrijf is opgericht door Tony Gillet en het enige model is de Maserati-aangedreven Gillet Vertigo. Tony Gillet is ook bekend doordat hij van het koningshuis de opdracht kreeg om het glazen dak van de Mercedes-Benz te produceren waarin prins Filip van België en Mathilde d'Udekem d'Acoz zijn getrouwd. Er worden per jaar een handvol Gillets vervaardigd in de fabriek in de Gembloerse deelgemeente Isnes. De prijs van een Gillet bedraagt circa 100 000 euro. Er zijn geen dealers buiten de fabriek. Gillet is de meest bekende van de vijf nog operationele Belgische autoproducenten. Er worden van Gillets ook raceversies gebouwd.